# 11414 Алланчу
11414 Алланчу (1999 JU26, 1978 RU15, 1981 JE6, 1995 DK6, 11414 Allanchu) — астероїд головного поясу, відкритий 10 травня 1999 року.
Тіссеранів параметр щодо Юпітера — 3,546.